# Mr. Bean

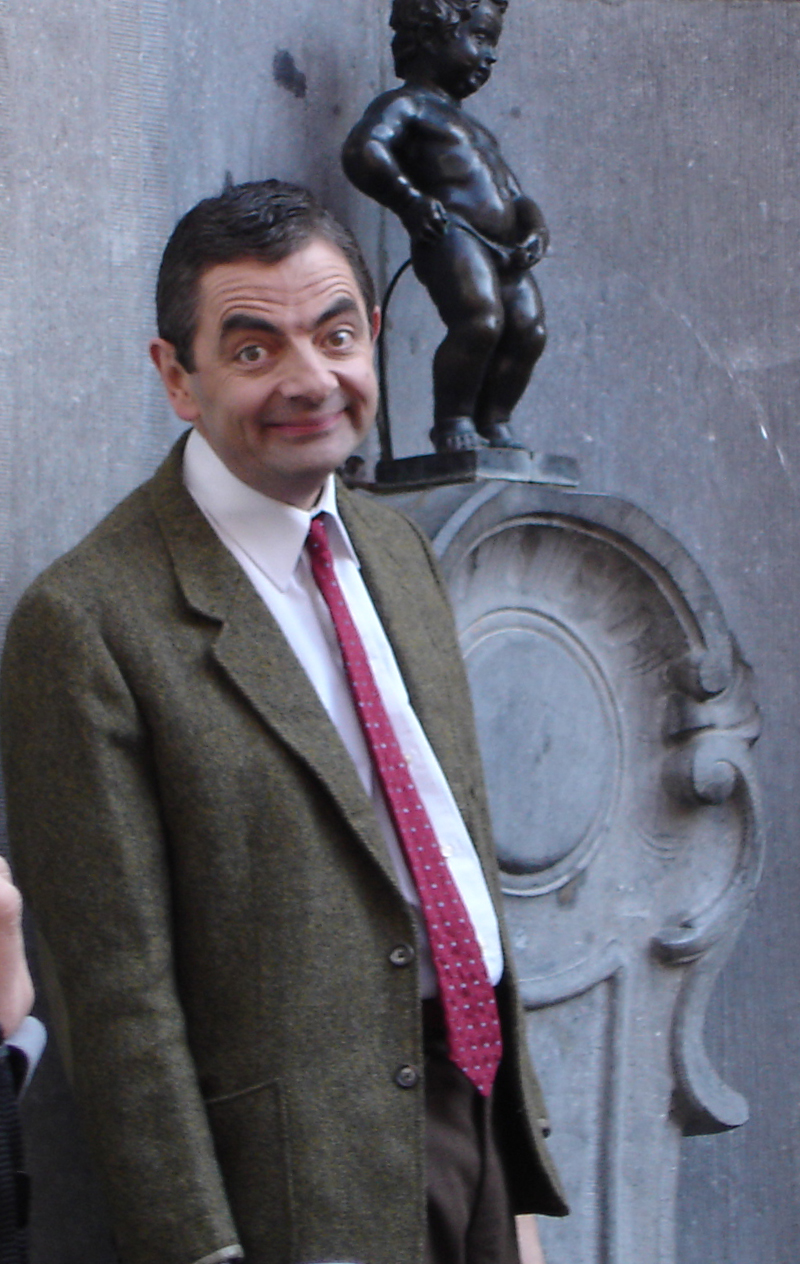
Mr. Bean bij Manneken Pis in Brussel (2007)

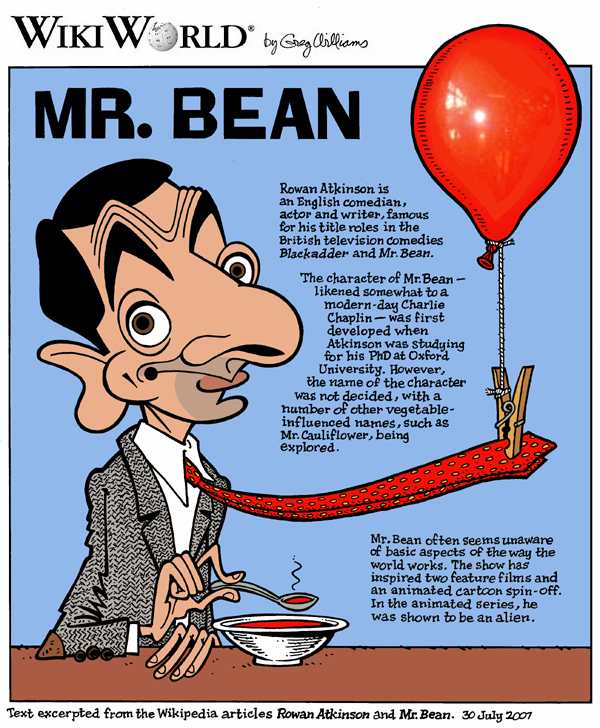
Mr. Bean op een cartoon van Greg Williams

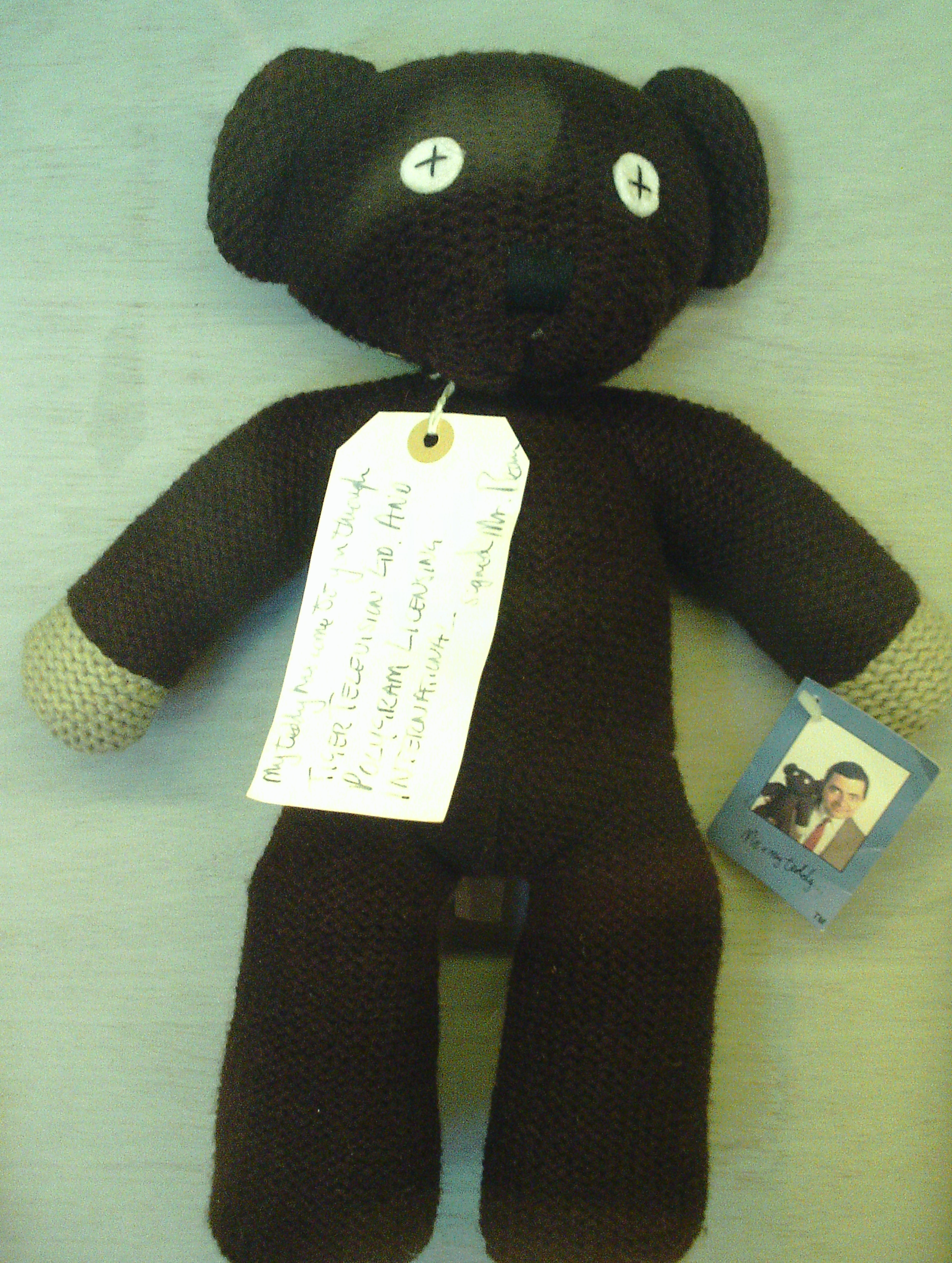
Mr. Beans teddybeer, gedoneerd aan de collectie van Gyles Brandreth

Mr. Bean is een personage gespeeld door Rowan Atkinson.
Hij is een onhandige, egoïstische, narcistische en vaak vindingrijke man die regelmatig in hilarische situaties terechtkomt bij het uitvoeren van taken die een normaal mens nauwelijks moeite zouden kosten. Voorbeelden daarvan zijn zwemmen, het verven van een muur, het posten van een brief, het afleggen van een examen of het maken van een sandwich. Om uit de problemen te komen moet Mr. Bean steeds originele oplossingen verzinnen.
Een ander aspect van zijn persoonlijkheid wordt tot uitdrukking gebracht door zijn bijzondere band met zijn ietwat schriele teddybeertje Teddy. Mr. Bean neemt Teddy dan ook frequent met zich mee tijdens zijn uitstapjes in de hem omringende wereld. Met die wereld staat Mr. Bean, door zijn vaak sociaal onaangepaste gedrag, niet altijd op even ontspannen voet .
In 2002 kwam een animatieserie uit: Mr. Bean: The Animated Series.

## Werk

### Televisieserie
In 1990 verscheen de serie Mr. Bean, bestaande uit 15 officiële afleveringen. Deze liep tot 1995.
1. Mr. Bean (1 januari 1990)
2. The Return of Mr. Bean (5 november 1990)
3. The Curse of Mr. Bean (30 december 1990)
4. Mr. Bean Goes to Town (15 oktober 1991)
5. The Trouble with Mr. Bean (1 januari 1992)
6. Mr. Bean Rides Again (17 februari 1992)
7. Merry Christmas Mr. Bean (29 december 1992)
8. Mr. Bean in Room 426 (17 februari 1993)
9. Do It Yourself Mr. Bean (10 januari 1994)
10. Mind the Baby Mr. Bean (25 april 1994)
11. Back to School Mr. Bean (26 oktober 1994)
12. Tee Off Mr. Bean (20 september 1995)
13. Good Night Mr. Bean (31 oktober 1995)
14. Hair by Mr. Bean of London (15 november 1995)
15. The Best Bits of Mr. Bean (15 december 1995)

#### Overige sketches
1. Library (nooit op tv verschenen maar wel op verschillende dvd's, 1990)
2. Bus Stop (nooit op tv verschenen maar wel op verschillende dvd's, 1991)
3. Mr. Bean Goes to a Premiere (nooit op tv verschenen maar wel in de bioscoop en op de video van Hot Shots!, 1991)
4. Mr. Bean Takes an Exam (nooit op tv verschenen maar wel in de bioscoop en op de video van Hot Shots! Part Deux, 1991)

#### Comic Relief
1. Mr. Bean's Red Nose Day (1991)
2. Blind Date (1993)
3. Torvill and Bean (1995)
4. Mr. Bean's Wedding (2007)
5. Funeral (2015)

#### Reclames
1. REMA 1000 (1994)
2. M&M's (1997)
3. PolyGram Filmed Entertainment (1997)
4. Fujifilm (1999)
5. Nissan Tino (1999)
6. Snickers (2014)
7. Etisalat's Elife Unlimited (2019)[1]

#### Handy Bean
In 2018 verscheen een spin-offserie van Mr. Bean, Handy Bean, bestaande uit 20 afleveringen.
1. Mr. Bean Sandwich Stack (1 februari 2018)
2. Pizza (31 mei 2018)
3. Holiday Packing (26 juni 2018)
4. Painting Prize (7 augustus 2018)
5. Salad (3 september 2018)
6. Birthday Bean (15 september 2018)
7. Halloween Bean (19 oktober 2018)
8. Festive Bean (11 december 2018)
9. Party Bean (21 december 2018)
10. Valentine's Bean (12 februari 2019)
11. Pancake Bean (5 maart 2019)
12. Easter Eggs (15 april 2019)
13. Gardening Bean (17 mei 2019)
14. Bean Picnic (19 juni 2019)
15. Bean T-Shirts (25 juli 2019)
16. Bean Ice Cream (2 augustus 2019)
17. New Start (14 september 2019)
18. Magic Bean (26 november 2019)
19. Jingle Bean (21 december 2019)
20. Dinner Date (12 februari 2020)

### Films
- In 1997 verscheen de film Bean: The Ultimate Disaster Movie. In deze film speelt Rowan Atkinson een sullige bewaker van de National Gallery, die in de Verenigde Staten wordt gezien als een briljant kunstkenner. In deze film wordt meer gesproken door Mr. Bean dan in de televisieserie en ook de personages worden verder ontwikkeld.
- In 2007 verscheen de film  Mr. Bean's Holiday. Hierin is Mr. Bean op weg naar zijn gewonnen vakantie aan zee in Frankrijk. Wanneer hij in de verkeerde taxi stapt gaat het mis.

### Videosingle
- Mr. Bean and Comic Relief (I want to be) Elected, met o.a. Bruce Dickinson. Een videoclip en twee komische scènes op VHS-video, voor het goede doel. Uitgegeven in 1992. Comic Relief.

### Olympische Spelen 2012
Hoewel Rowan Atkinson al enkele jaren inactief was als Mr. Bean maakte hij voor de openingsceremonie van de Olympische Spelen 2012 in Londen een uitzondering. Toen de gerenommeerde dirigent Sir Simon Rattle ten tonele verscheen om met een symfonisch orkest een ode te brengen aan filmmuziek, zat Mr. Bean aan de synthesizer. Daar zijn instrumentenpartij in Chariots of Fire slechts één noot bevat slaat de verveling snel toe, hij droomt weg en komt terecht op het strand waar hij naar analogie met de film meeloopt met andere deelnemers. In de loopwedstrijd verslaat Bean de grootste Britse sporthelden, al is het op zijn eigen typische manier. Het humoristisch intermezzo werd gesmaakt en Rowan Atkinson kreeg een daverend applaus van de 80 000 toeschouwers. In enkele uren werd het filmpje op internet een ware hit.

### Animatieserie
In 2002 verscheen een gelijknamige animatieserie van Mr. Bean, Mr. Bean, deze werd tot 2019 uitgezonden en bestaat uit 130 afleveringen verdeeld over vijf seizoenen.

## Trivia
- In de allereerste aflevering reed Mr. Bean rond in een oranje Mini uit 1969. Aan het eind van die aflevering was dit voertuig betrokken bij een crash. In de daaropvolgende afleveringen kwam de groene Mini met zwarte motorkap uit 1977 ten tonele.
- In de animatieserie woont Mr. Bean bij een erg knorrige oude vrouw (Mrs. Wicket) met een gemene kat (Scrapper). Als hij niet rustig en stil is mag hij niet meer bij haar wonen.
- Beans voornaam en beroep worden onthuld in Bean: The Ultimate Disaster Movie. In deze film komt aan het licht dat Bean een medewerker is van de National Gallery in Londen en staat als voornaam op zijn paspoort: MR.
- Mr. Bean praat slechts zelden. Over het algemeen mompelt hij slechts een onverstaanbaar gebrabbel. Slechts in Bean: The Ultimate Disaster Movie heeft Bean uitgebreide teksten.
- Mr. Bean heeft een terugkerend conflict met een anonieme bestuurder van een blauwe driewielauto van het merk Reliant. In een van de afleveringen krijgt Bean een lift aangeboden van deze auto maar hij doet net of hij het niet ziet. In een van de afleveringen volgt een strijd waarbij de Mini van Mr. Bean vernietigd wordt. Ook in de animatieserie keert deze auto terug.
- In de afleveringen Mr. Bean Goes to Town en The Return of Mr. Bean is er beide keren een verwijzing naar Phut (Club Phut en de graffititekst Phut). Het gaat hier om een oud-studiegenoot van Rowan Atkinson, Simon Phut.
- Tijdens de intro van de afleveringen wordt Ecce Homo gezongen.
- In de aflevering Royal Bean van de animatieserie (aflevering 3, seizoen 2) hangt in het paleis van de Britse koningin een schilderij van lord Edmund Blackadder, uit de serie Blackadder, een andere serie waarin Rowan Atkinson de hoofdrol vertolkt.
- Mr. Bean is geboren in Londen en verjaart op 15 september.